# Savannah King
Pour les articles homonymes, voir King.
Savannah King, née le 4 juin 1992 à Scarborough en Ontario, est une nageuse sportive canadienne, principalement en nage libre. Elle a participé aux Jeux olympiques d'été de 2008 et de 2012.

## Accomplissements
Savannath King remporte une médaille de bronze en nage libre de 800 m aux Jeux panaméricains de 2007 à Rio de Janeiro au Brésil. Elle fait ses débuts aux Jeux olympiques lors des Jeux olympiques d'été de 2008 à Beijing en Chine. Lors des compétitions nationales du printemps 2009 à Toronto en Ontario, elle bat les records canadiens du 800 m et du 1 500 m en nage libre. En 2012, elle bat le record canadien au 400 m en nage libre lors des championnats CIS à Montréal au Québec,,.